# Marinus (heilige)
De heilige Marinus van Rimini (gestorven in 366) was volgens de legende de stichter van 's werelds oudste nu nog bestaande republiek, San Marino, op 3 september 301. Zijn naam betekent 'man van de zee' en zijn heiligendag wordt gevierd op 3 september of 4 september.
Volgens de traditie was Marinus een steenhouwer afkomstig van het Dalmatische eiland Rab in de Adriatische Zee. Hij stichtte de christelijke staat San Marino terwijl hij op de vlucht was voor de christenvervolgingen van de Romeinse keizer. Marinus bouwde een kapel op de Monte Titano en stichtte een christelijke gemeenschap, die ieder bescherming en vrijheid van geloof bood. Zo begon San Marino's reputatie als een plaats voor asiel. Zijn staat werd echter niet meteen erkend. Desalniettemin wist het land te overleven en in 1291 erkende paus Nicolaas IV deze al lang bestaande republiek.
Door de bewoners van San Marino wordt hij nu nog vereerd als 'Libertatis fundator' en 'Schenker van de Vrijheid'. Mede daardoor staat hij ook op een van de euromunten uit San Marino. De Republiek San Marino stelde in 1860 een Orde van Sint-Marinus in.